# Virginia Woolf
Adeline Virginia Woolf, nascida Adeline Virginia Stephen (Kensington, 25 de janeiro de 1882 — Lewes,  28 de março de 1941), foi uma escritora, ensaísta e editora britânica. Estreou na literatura em 1915, com o romance The Voyage Out, que abriu o caminho para a sua carreira como escritora e uma série de obras notáveis. Woolf foi membro do Grupo de Bloomsbury e desempenhou um papel de significância dentro da sociedade literária londrina durante o período entre guerras.
Seus trabalhos mais famosos incluem os romances Mrs. Dalloway (1925), To the Lighthouse (1927) e Orlando: A Biography (1928). No final dos anos 1920, tornou-se uma escritora de sucesso e foi reconhecida internacionalmente. Contudo, seus trabalhos caíram no ostracismo após a Segunda Guerra Mundial. Woolf foi redescoberta por conta do livro - ensaio A Room of One's Own (1929), no qual se encontra a famosa citação "Uma mulher deve ter dinheiro e um teto todo seu se ela quiser escrever ficção". A partir da década de 70, os estudos sobre Woolf ganharam novo fôlego.
Woolf foi uma das precursoras do uso do fluxo de consciência, técnica literária modernista que marcou seu estilo, o de James Joyce e também o de William Faulkner. Com seu trabalho de vanguarda,  é uma das autoras mais importantes do modernismo clássico, ao lado de Gertrude Stein.

## Vida

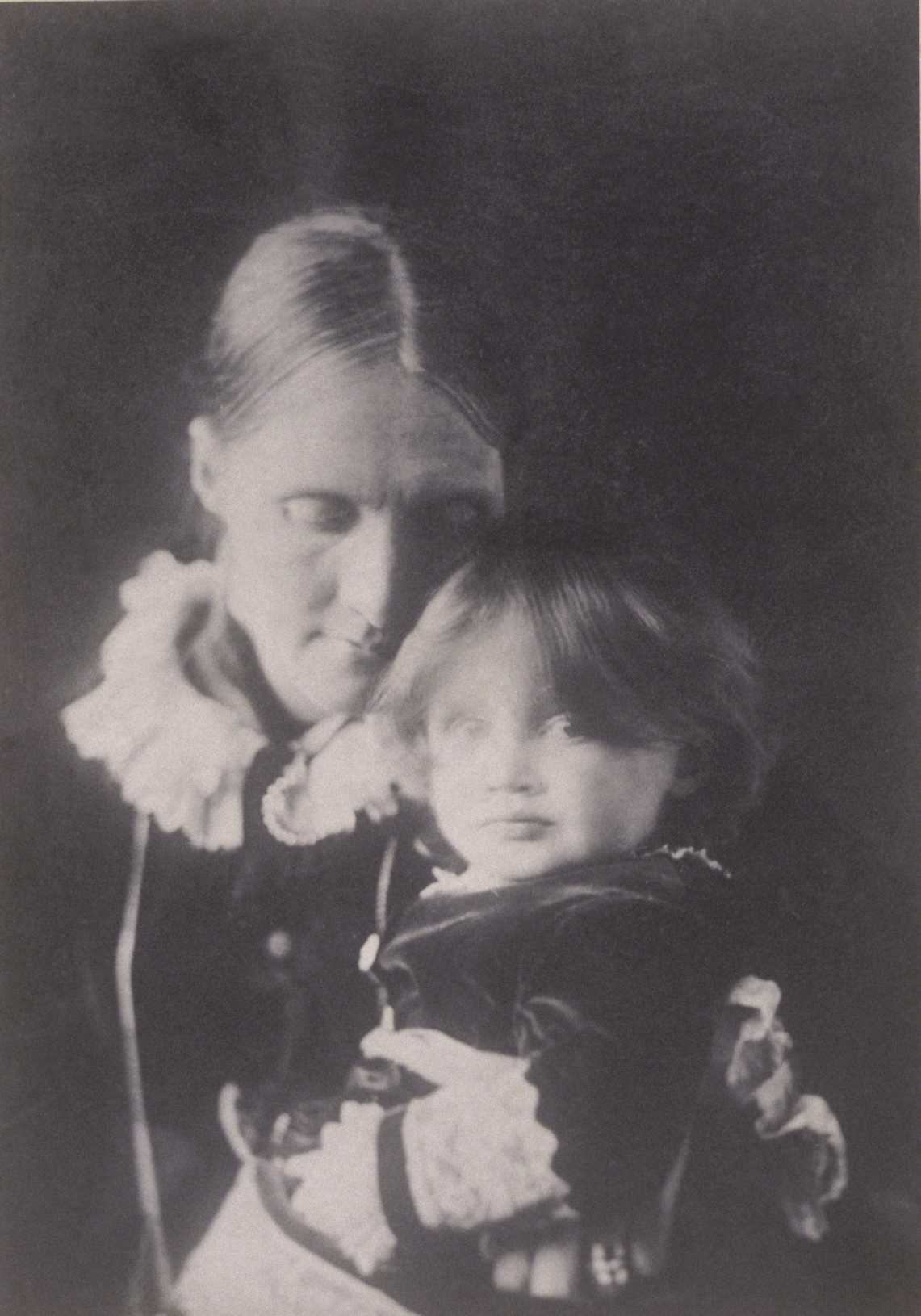
Julia Stephen com sua filha Virginia em 1884.

Virginia Woolf era filha de Julia Stephen e do editor Leslie Stephen, o qual deu-lhe uma educação esmerada, de forma que a jovem teria frequentado desde cedo o mundo literário.
Em 1912 casou com Leonard Woolf, com quem fundou em 1917, a Hogarth Press, editora que revelou escritores como Katherine Mansfield e T.S. Eliot, além de publicar a tradução autorizada, feita por Jane Soames, d' "A Doutrina do Fascismo" de Mussolini.
Virginia Woolf apresentava crises depressivas. Em 1941, deixou um bilhete para seu marido, Leonard Woolf, e para a irmã, Vanessa Bell. Neste bilhete, a escritora se despede das pessoas que mais amara na vida, e comete suicídio.
Virginia  Woolf foi integrante do grupo de Bloomsbury, círculo de intelectuais que, após a Primeira Guerra Mundial, se posicionaria contra as tradições literárias, políticas e sociais da Era Vitoriana. Deste grupo participaram, entre outros, os escritores Roger Fry e Duncan Grant; os historiadores e economistas Lytton Strachey e John Maynard Keynes; e os críticos Clive Bell e Desmond McCarthy.
A obra de Woolf é classificada como modernista. O fluxo de consciência foi uma de suas marcas mais conhecidas, sendo considerada uma das criadoras.
Suas reflexões sobre a arte literária — da liberdade de criação ao prazer da leitura — baseadas em obras-primas de Joseph Conrad, Daniel Defoe, Dostoievski, Jane Austen, James Joyce, Montaigne, Tolstoi, Tchekov, Sterne, entre outros clássicos, foram reunidas em dois volumes publicados pela Hogarth Press em 1925 e 1932, sob o título de The Common Reader - O Leitor Comum, homenagem explícita da autora àquele que, livre de qualquer tipo de obrigação, lê para seu próprio desfrute pessoal.
Uma seleção destes ensaios, reveladores da busca de Virginia Woolf por uma estética não só do texto mas de sua percepção, foi reunida em língua portuguesa em 2007 pela Graphia Editorial, com tradução de Luciana Viegas Hack.

### Infância e juventude

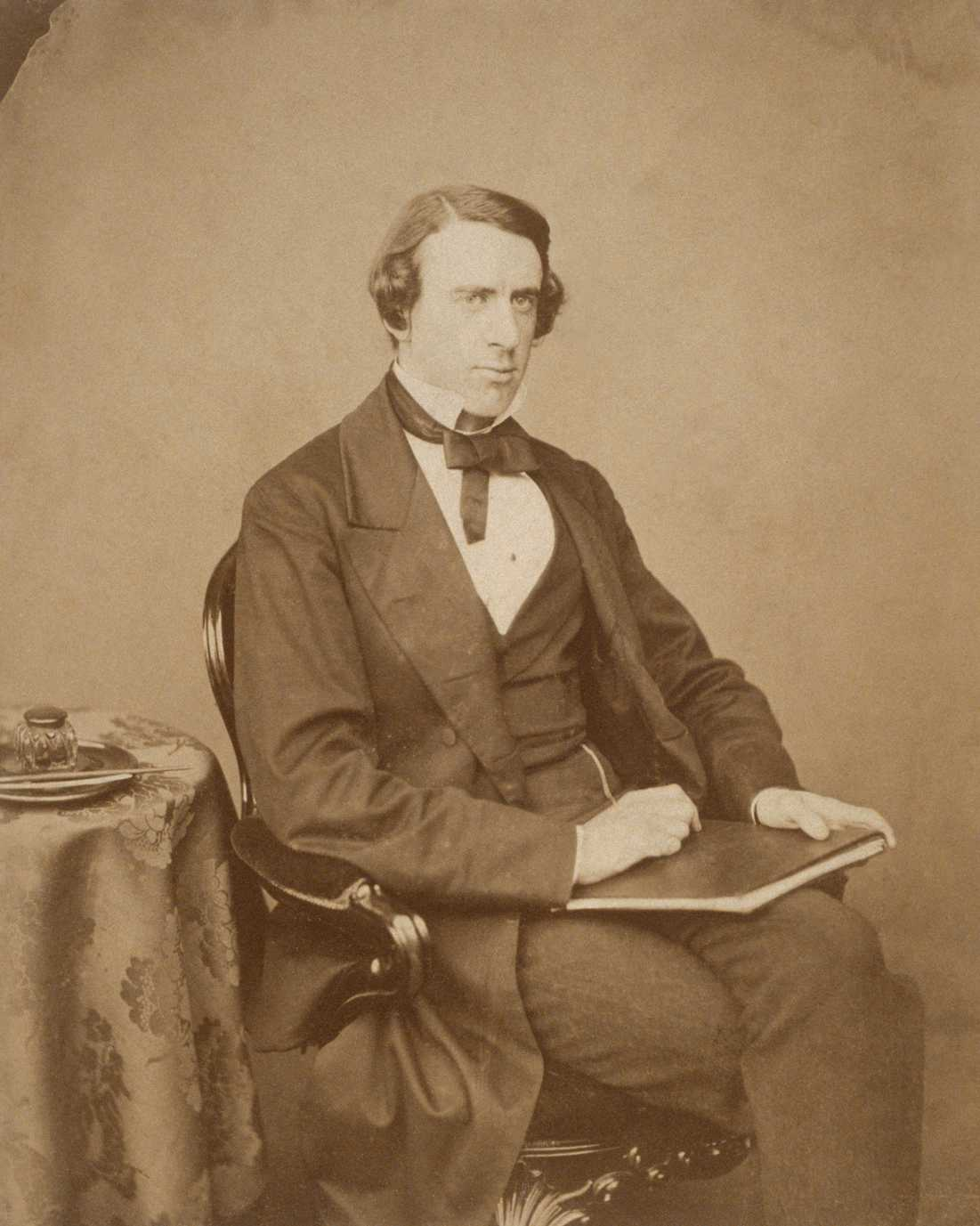
Sir Leslie Stephen, pai de Virginia, em cerca de 1860.

Virginia Woolf era filha do escritor, historiador, ensaísta e biógrafo Sir Leslie Stephen (1832-1904) e sua segunda esposa Julia Prinsep Jackson (1846-1895). Ela tinha três irmãos: Vanessa Stephen (1879-1961), Thoby Stephen (1880-1906) e Adrian Stephen (1883-1948).  Além disso, a meia-irmã, Laura Makepeace Stephen (1870-1945) do primeiro casamento de seu pai com Harriet Marion Thackeray (1840-1875) e os meio-irmãos George Duckworth (1868-1934), Stella Duckworth (1869-1897) e Gerald Duckworth (1870 -1937), do primeiro casamento de sua mãe com Herbert Duckworth. A família residia em Kensington, Londres, 22 Hyde Park Gate. A elite intelectual e artística da época, como Alfred Tennyson, Thomas Hardy, Henry James e Edward Burne-Jones, frequentava os saraus de Leslie Stephen.
Psicanalistas e biógrafos descrevem que os meios-irmãos de Virginia, Gerald e George Duckworth, a abusaram ou, pelo menos, tocaram de forma um tanto imoral, o que poderia ter causado a doença maníaco-depressiva, agora chamada de transtorno bipolar, de Virginia. A própria Virginia revela experiências sobre a rigidez do período vitoriano em sua obra autobiográfica A Sketch Of The Past (obra ainda sem tradução para o português). Hermione Lee escreve em sua biografia sobre Virginia Woolf: "A evidência é forte o suficiente, porém também ambígua o suficiente para traçar o caminho para interpretações psicobiográficas contraditórias e mostra representações bastante distintas da vida interior de Virginia Woolf." Outros pesquisadores, em oposição a um olhar psiquiátrico, trabalham com a predisposição genética de sua família. Também o pai de Virginia era conhecido por sofrer de casos de autodúvida e sintomas de estresse, expressados em persistentes dores de cabeça, insônia, irritação e ansiedade; reclamações parecidas com as posteriores de sua filha.
Virginia Stephen não frequentou escola, foi educada, em vez disso, por professores particulares e através de aulas com seu pai. Ela era impressionada pelo trabalho literário e pelo trabalho de editor do monumental Dictionary of National Biography de seu pai e também por sua vasta biblioteca particular, disso decorreu desde cedo a expressão de tornar-se escritora. Em cinco de maio de 1895, quando morreu sua mãe, Woolf, então com 13 anos, sofreu seu primeiro colapso mental. Sua meia irmã Stella, quem primeiro comandou a casa após a morte da mãe, casou-se dois anos depois com Jack Hills e, com isso, deixou a casa da família. Stella morreu pouco depois de sua lua de mel em razão de uma peritonite.
De 1882 a 1894, a família passou as férias de verão em Talland House, sua residência de verão com vista para a praia de Porthminster e para o farol de Godrevy Point. A casa era localizada na pequena cidade litorânea de St Ives na Cornualha, que em 1928, tornou-se uma colônia de artistas. Virginia descreve o local em suas memórias:
Nossa casa era [...] no morro. [...] Tinha uma ótima vista [...] de toda a baía até o farol Godreyver. Na encosta do morro, havia pequenos gramados que eram emoldurados por moitas maiores [...]. Entrava-se em Talland House por um grande portão de madeira – [...] e vinha-se, então, à direita para Lugaus [...] De Lugaus, tinha-se uma visão bastante clara da baía.
Em 26 de junho de 1902, o pai de Virginia foi nomeado Cavaleiro da Mais Honorável Ordem do Banho. Durante esse período, Woolf escreveu diversos ensaios e os preparou para publicação. Em janeiro de 1904, a escritora teve seu primeiro artigo publicado no suplemento feminino impresso pelo The Guardian. Em 22 de fevereiro de 1904, seu pai morreu de câncer. Isso significou um período de ruptura, que foi marcado pela exaustiva convivência com a difícil personalidade de Leslie. Os desentendimentos entre Vanessa e Virginia haviam começado já em 1897, com a morte de Stella, meia irmã de Virginia, que, para Leslie, havia assumido o papel de dedicada dona de casa. Dez semanas após morte de seu pai, Virginia sofreu seu segundo episódio de doença mental, do qual não se recuperaria antes do final daquele ano.
Em 1899, o irmão mais velho de Virginia, Thoby, começou a estudar na Trinity College em Cambridge. Em um jantar no dia 17 de novembro de 1904, Virginia conheceu o amigo de seu irmão, seu futuro marido Leonard Woolf, que estudava direito e estava prestes a aceitar uma posição no serviço colonial do Ceilão.

### Grupo de Bloomsbury

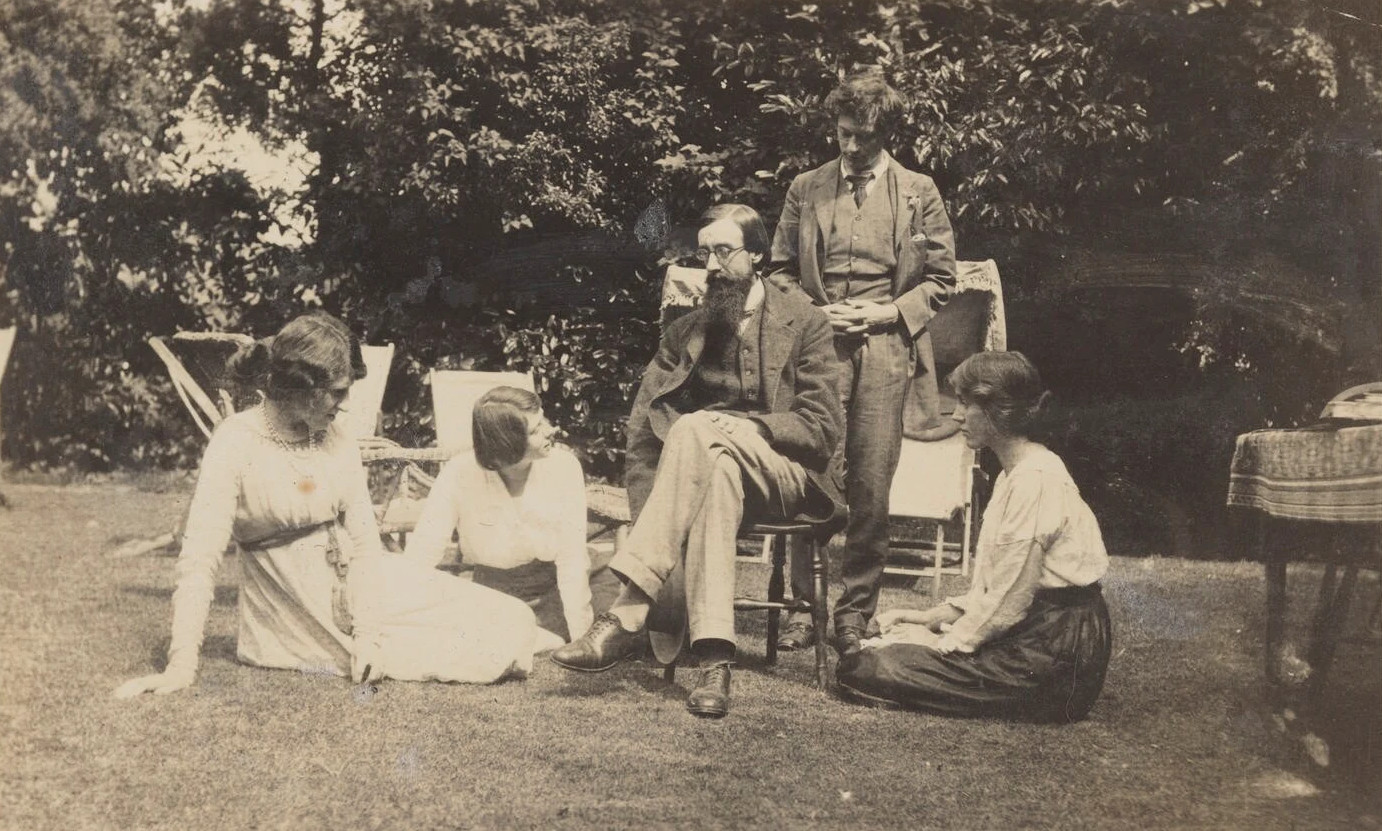
Alguns membros do Grupo de Bloomsbury — da esquerda para a direita: Lady Ottoline Morrell, Maria Nys (mais tarde Mrs. Aldous Huxley), Lytton Strachey, Duncan Grant e Vanessa Bell.

As irmãs Stephen se mudaram em 1905 de Kensington para o bairro de Bloomsbury, em uma casa no número 46 na Gordon Square. Ali Thoby estabeleceu que todas as quintas-feiras aconteceriam reuniões com seus amigos. Com essa prática, fundou-se o Grupo de Bloomsbury, que contava com membros do Cambridge Apostles. Neste círculo, além de Virginia, estavam incluídos escritores como Saxon Sydney-Turner, David Herbert Lawrence, Lytton Strachey, Leonard Woolf, pintores como Mark Gertler, Duncan Grant, Roger Fry, Vanessa, a irmã de Virginia, críticos como Clive Bell e Desmond MacCarthy e cientistas como John Maynard Keynes e Bertrand Russell.
Virginia era grata por poder participar do círculo intelectual — do qual ela e Vanessa eram as únicas mulheres — para poder colaborar nas discussões e livrar-se das algemas de sua educação moralista. No mesmo ano, Virginia passou a escrever para diferentes jornais e revistas, sua colaboração para o Times Literary Supplement durou até o final de sua vida. Desde o final de 1907, deu aulas de literatura inglesa e história em Morley College, uma instituição de ensino para adultos trabalhadores.
Em 20 de novembro de 1906, Thoby Stephen, irmão mais velho de Virginia, adoeceu com febre tifoide em uma viagem à Grécia e morreu pouco antes de completar 26 anos — uma perda difícil de ser superada por Woolf. Pouco depois, sua irmã Vanessa ficou noiva de Clive Bell, eles se casaram em sete de fevereiro de 1907 e permaneceram na casa em Gordon Square, enquanto Virginia e Adrian Stephen se mudaram para uma casa no número 29 da Fitzroy Square, também localizada no distrito de Bloomsbury.
As reuniões dos "Bloomsberries" tinham então duas bases; o salão de Vanessa Bell teve seu início progressivo. O tom das conversas era descontraído, os participantes se tratavam pelo primeiro nome e as discussões não tinham apenas caráter intelectual. Seu estilo de vida exótico influenciou o grupo, de forma que aceitaram o convite para ir à sua casa em Bedford Square, às dez horas das quintas-feiras. Convidados como Winston Churchill e D. H. Lawrence também eram encontrados nesses eventos. Mais tarde, sua casa em Garsington Manor, perto de Oxford era o ponto de encontro dos Bloomsberries. Virginia representou Ottolineem em seu romance Mrs. Dalloway, que ela descreve como um “Garsington Novel”, uma espécie de monumento literário.
No ano de 1909, Virginia herdou 2500 libras de sua tia Caroline Emelia Stephen (1834-1909), a herança facilitou a continuidade de sua carreira como escritora.

### O Embuste de Dreadnought

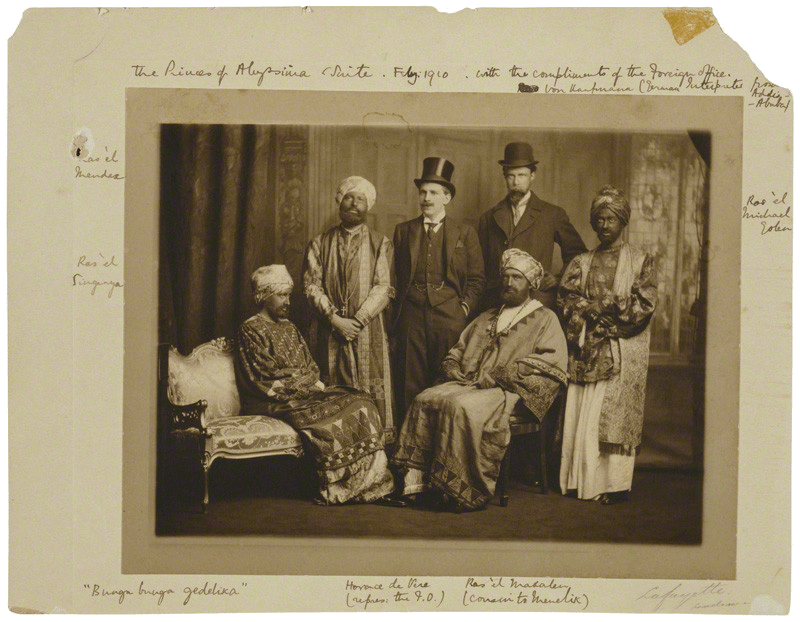
Os embusteiros em trajes abissínios — a figura barbada na extrema esquerda é Virginia

Em 10 de fevereiro de 1910, Virginia, junto com Duncan Grant, seu irmão Adrian Stephen e três outros "Bloomsberries" organizaram o embuste de Dreadnought, que os levou a sofrer inquérito oficial pelas autoridades. Com um telegrama falso enviado ao HMS Dreadnought, a trupe viajou para Weymouth em um vagão especial. Virginia, Duncan e dois de seus amigos usaram fantasias orientais e pintavam-se de preto, para que não fossem reconhecidos. Eles visitaram o navio de guerra a convite do Comandante Supremo das Forças Armadas como se fossem uma delegação de quatro diplomatas abissínios, um membro do British Foreign Office e um intérprete. O embuste funcionou: representantes conduziram a delegação através do navio altamente secreto, as bandeiras foram hasteadas e banda tocou em sua honra. No entanto, eles tocaram o hino nacional de Zanzibar, não o da Abissínia. O grupo conversou um pouco em suaíli e o intérprete balbuciou alguns jargões e citou Virgílio. Felizmente, o único tripulante que falava suaíli não estava presente naquele dia.
Uma foto da recepção foi enviada por Horace Cole, que pertencia ao grupo, para o Daily Mirror e lá foi publicada. Além disso, ele mesmo foi ao Foreign Office para relatar a brincadeira. Os "Bloomsberries" queriam, com seu golpe sobre a burocracia, ridicularizar o "Empire", o que fizeram com o nome do navio "Dreadnought" (não tema), que foi um protótipo para uma nova gama de navios de combate com o mesmo nome, e sucedeu no sentido do jogo de palavras, o que representou uma dupla vergonha para as lideranças militares. A Royal Navy exigiu que o instigador Horace Cole fosse preso, mas sem sucesso, pois o grupo não havia descumprido nenhuma lei. Cole ofereceu levar seis chibatadas, sob a condição de poder revidá-las. Duncan Grant foi sequestrado por três homens, foi golpeado duas vezes em um campo e voltou para casa de trem, usando pantufas.

### Morte

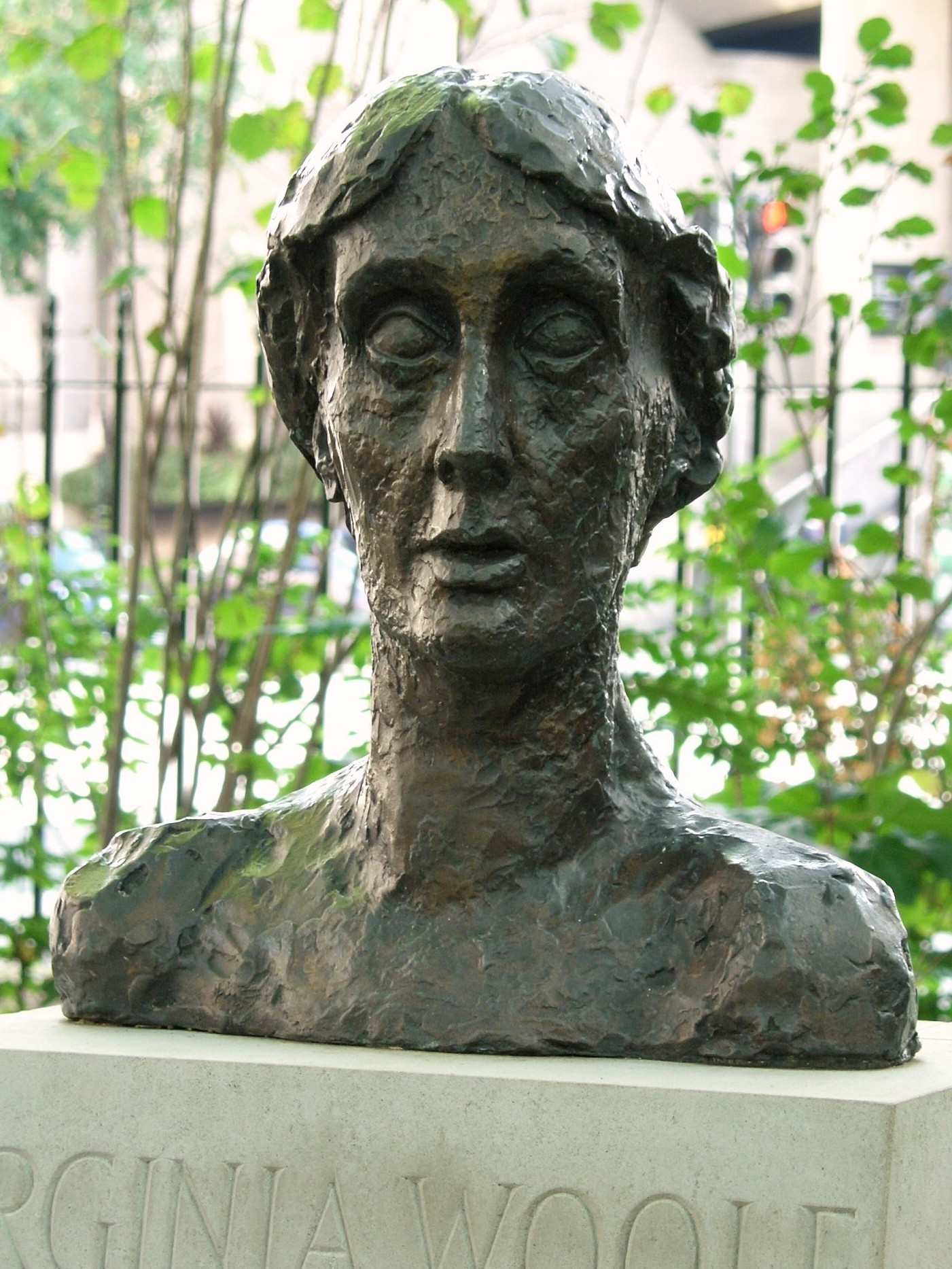
Busto de Virginia Woolf em Tavistock Square, Londres.

No ano de 1941, com o estopim da Segunda Guerra Mundial, a destruição da sua casa em Londres durante o Blitz e a fria recepção da crítica à sua biografia de Roger Fry, Virginia Woolf foi condicionada ao impedimento da sua escrita e caiu em uma depressão semelhante às que sofreu durante a juventude.
Em 28 de março de 1941, Woolf colocou seu casaco, encheu os seus bolsos com pedras, caminhou em direção ao Rio Ouse, perto de sua casa, e se afogou. Seu corpo foi encontrado somente três semanas mais tarde, em 18 de abril de 1941, por um grupo de crianças perto da ponte de Southease.
Em seu último bilhete para o marido, Leonard Woolf, Virginia escreveu:
Querido,

Tenho certeza de que enlouquecerei novamente. Sinto que não podemos passar por outro daqueles tempos terríveis. E, desta vez, não vou me recuperar. Começo a escutar vozes e não consigo me concentrar. Por isso estou fazendo o que me parece ser a melhor coisa a fazer. Você tem me dado a maior felicidade possível. Você tem sido, em todos os aspectos, tudo o que alguém poderia ser. Não acho que duas pessoas poderiam ter sido mais felizes, até a chegada dessa terrível doença. Não consigo mais lutar. Sei que estou estragando a sua vida, que sem mim você poderia trabalhar. E você vai, eu sei. Veja que nem sequer consigo escrever isso apropriadamente. Não consigo ler. O que quero dizer é que devo toda a felicidade da minha vida a você. Você tem sido inteiramente paciente comigo e incrivelmente bom. Quero dizer que — todo mundo sabe disso. Se alguém pudesse me salvar teria sido você. Tudo se foi para mim, menos a certeza da sua bondade. Não posso continuar a estragar a sua vida. Não creio que duas pessoas poderiam ter sido mais felizes do que nós.

V.
O seu corpo foi cremado e as suas cinzas foram enterradas junto a um olmo no jardim de Monk’s House, a casa do século XVIII onde Woolf viveu com o seu marido, Leonard Woolf, de 1919 até à sua morte. Quando Leonard Woolf morreu de um enfarte 28 anos depois, também foi cremado e as suas cinzas enterradas junto às de sua esposa. O olmo já desapareceu, tendo sido instalados bustos dos Woolfs no jardim.

## Obra

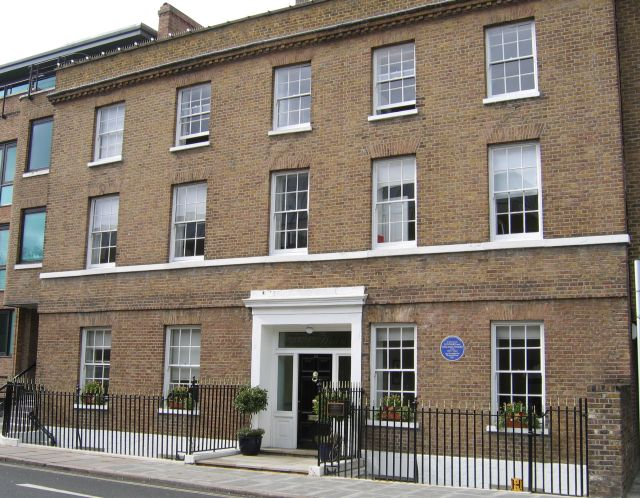
Edifício onde funcionava a Hogarth Press, editora de Woolf e seu marido Leonard, onde publicou grande parte de sua obra.

Woolf começou a escrever profissionalmente em 1900 com um artigo jornalístico sobre Haworth, a casa da família Brontë, para o Times Literary Supplement. Seu primeiro romance, The Voyage Out, foi publicado em 1915 pela editora do seu meio-irmão, a Geral Duckworth and Company Ltd. O romance foi inicialmente intitulado de Melymbrosia, mas Woolf alterou diversas vezes o rascunho. Uma versão prematura de The Voyage Out foi reconstruída pela especialista em Woolf, Louise DeSalvo e está disponível ao público sob o título inicial. DeSalvo afirma que muitas mudanças feitas no texto por Woolf foram resultado de mudanças na sua própria vida.
A partir daí, Woolf passou a publicar romances e ensaios, tornando-se uma intelectual pública com sucesso tanto crítico quanto popular. Grande parte do seu trabalho foi publicado através da Hogarth Press. Ela é vista como uma das maiores romancistas do século vinte e uma das principais modernistas.
Woolf é considerada uma grande inovadora do idioma inglês. Nos seus trabalhos experimentou o fluxo de consciência e a psicologia íntima, bem como tramas emocionais dos seus personagens. A reputação de Woolf caiu bruscamente após a Segunda Guerra Mundial, mas a sua importância foi restabelecida com o crescimento da crítica feminista na década de 1970.
As peculiaridades de Virginia Woolf como escritora de ficção tendem a ofuscar a sua principal qualidade: Woolf é indiscutivelmente a maior romancista lírica do idioma inglês. Os seus romances são altamente experimentais: uma narrativa, frequentemente rotineira e comum, é trabalhada — e algumas vezes quase que dissolvida — sob a consciência receptiva dos personagens. Um lirismo intenso e um virtuosismo estilístico se unem para criar um mundo superabundante de impressões audiovisuais. Woolf tem frequentemente sido destacada entre os escritores do fluxo de consciência, ao lado de modernistas que foram seus contemporâneos, como James Joyce e Joseph Conrad.
A intensidade da visão poética de Virginia Woolf eleva os planos ordinários, e muitas vezes banais — grande parte ambientados entre guerras -, de boa parte dos seus romances. Mrs. Dalloway (1925), por exemplo, foca nos esforços de Clarissa Dalloway, uma socialite de meia-idade, para organizar uma festa, mesmo quando a sua vida é paralelizada com a de Septimus Warren Smith, um veterano de guerra da classe operária que retornou da Primeira Guerra Mundial tendo que suportar diversos efeitos colaterais psicológicos da guerra.
To the Lighthouse (1927) situa-se em dois dias separados por dez anos. O enredo foca na animação e reflexão sobre a família Ramsay, prestes a fazer uma visita ao farol, e às tensões familiares relacionadas ao evento. Um dos principais temas do romance é a luta do processo criativo da pintora Lily Briscoe, que tenta pintar em meio ao drama familiar e às pressões alheias que a assolam. O romance também é uma reflexão sobre as vidas dos habitantes de uma nação que está no meio de uma guerra, e sobre as pessoas deixadas para trás. Também explora a passagem do tempo, e como as mulheres são forçadas pela sociedade a permitir que os homens tomem-lhes força emocional.
Orlando (1928) é um dos romances mais leves de Virginia Woolf. Uma biografia paródica de um jovem nobre que vive por três séculos sem envelhecer mais do que trinta anos (mas que abruptamente transforma-se em uma mulher), o livro é em parte um retrato da amante de Woolf, Vita Sackville-West. Tencionava inicialmente consolar Vita pela perda de sua mansão ancestral, apesar de retratar também de forma satírica Vita e a sua obra. Em Orlando, as técnicas de historiadores biógrafos são ridicularizadas; o personagem de um biógrafo pomposo é assumido para que ele seja debochado.
As Ondas (1931) apresenta um grupo de seis amigos cujas reflexões, que estão mais próximas de recitativos que solilóquios, criam uma atmosfera parecida com uma onda, o que faz com que o livro pareça-se mais um poema em prosa do que um romance com um enredo.
Flush: Uma Biografia (1933) é em parte ficção, em parte a biografia do cocker spaniel pertencente à poeta vitoriana Elizabeth Barrett Browning. O livro foi escrito do ponto de vista do cachorro. Woolf foi inspirada a escrever este livro após o sucesso da peça de Rudolf Bessier, The Barretts of Wimpole Street. Na peça, Flush está no palco na maior parte das cenas. A peça foi produzida pela primeira vez em 1932 pela atriz Katharine Cornell.
Entre os Atos (1933), sua última obra, resume e amplia as preocupações principais de Woolf: a transformação da vida através da arte, a ambivalência sexual e a reflexão sobre temas referentes à passagem do tempo e da vida, apresentados simultaneamente como corrosão e rejuvenescimento — tudo situado em uma narrativa altamente imaginativa e simbólica que abrange quase toda a história da Inglaterra. Este é o livro mais lírico de todas as suas obras, não somente na questão sentimental mas também na estilística, sendo principalmente escrito em versos. Ao passo em que o trabalho de Woolf pode ser entendido como consistentemente em diálogo com Bloomsbury, particularmente a sua tendência (notada por G. E. Moore, entre outros) de seguir em direção a um racionalismo doutrinário, não uma simples recapitulação de ideais elitistas.
Em 2024 foi publicada no Brasil uma seleção de correspondências entre Woolf e Victoria Ocampo no período de de 1934 e 1940. Essa amizade literária resultou nas primeiras publicações dos livros de Virginia Woolf na América Latina.

### Virgínia Woolf como romancista histórica

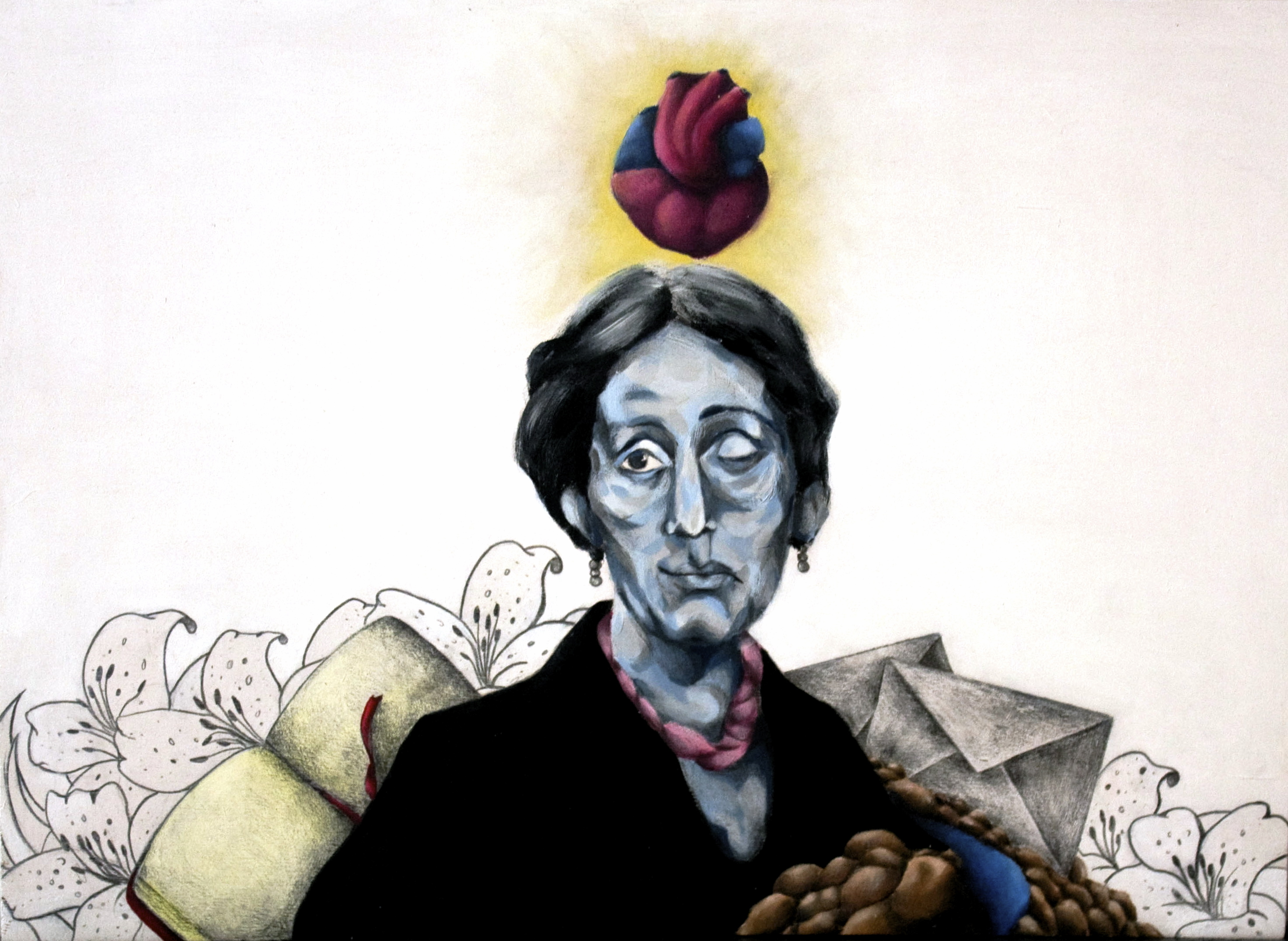
Homenaje a Virginia Woolf, desenho feito por GEMDIAZ em 2012.

Em 1925, Virgínia Woolf escreveu um ensaio intitulado Modern Fiction (em português: Ficção Moderna), em que ela defendeu a necessidade da reinvenção constante da literatura de ficção, e da utilização e readaptação dela para a necessidade dos autores. De acordo com Woolf, o mundo é um lugar complexo demais, que deveria ser explorado pelos escritores através da exploração da interioridade, das experiências próprias de cada indivíduo. Dessa forma, ela propôs um modelo de literatura que se baseia na representação da psicologia dos personagens e na contestação das estruturas literárias formais (como o Realismo e o Romantismo). Este modelo de literatura proposto por Woolf é chamado comumente de modernismo literário. Em um momento histórico em que as teorias de Sigmund Freud e Albert Einstein alteravam a própria concepção de realidade, o modernismo buscava retratar o sentimento de diferentes experiências históricas e culturais. Em 1928, Virginia Woolf trouxe esse modelo literário para o romance histórico através de Orlando, um romance biográfico semificcional que narra a história de sua protagonista da Era Tudor, no século XVI, ao século XX. A obra é caracterizada por subverter as noções de identidade e de historicidade ao ter uma protagonista imortal, e que muda de gênero: na obra, Orlando era homem até os 30 anos, e desde então, tornou-se mulher. No prefácio da obra, Woolf apontou sua busca em desconstruir o modelo do romance histórico, por entender que a tradição realista, convencionada em uma busca pela explicação "verdadeira" da história, falha em representar as múltiplas experiências que existem dentro da realidade.
A década de 1930 foi caracterizada por um aumento nas tensões internacionais e no sentimento de crise após eventos como a Crise de 1929, o início da Guerra Civil Espanhola, o avanço de teorias de superioridade raciais e a ascensão do nazismo na Alemanha. Esse sentimento de tensão e angústia frente a uma crise internacional - que se materializaria na Segunda Guerra Mundial)- levou ao aumento de publicações de romances históricos, e também de obras teóricas sobre o gênero. Entre os principais autores desse período estão, além de Virginia Woolf, autores como Sylvia Townsend, Jack Lindsay, Rose Macaulay e Vera Britain. Além disso, é nessa década, em 1937, que György Lukács publica sua obra O Romance Histórico, principal obra sobre a teoria do romance histórico no século XX.
Em 1941, Virginia Woolf publicou sua última obra, o romance histórico Between the Acts (em português: Entre os Atos). Escrita nos últimos anos de sua vida e durante o início da Segunda Guerra Mundial, a obra trata da história da realização de uma peça de teatro sobre a história inglesa em uma pequena vila do interior da Inglaterra, pouco tempo antes da declaração de guerra, em 1939. A estrutura de Between the Acts é considerada por muitos críticos como a mais confusa dos romances de Woolf, em razão da falta de um protagonista fixo (como é o caso de Orlando).
Nesta sua última obra, a autora buscou desconstruir a ideia de experiência histórica não apenas coletivamente, mas individualmente: não há coesão na experiência histórica dos personagens, apenas fragmentos de memórias, diferentes impressões dos indivíduos sobre o passado. Através dessa desconstrução, Woolf visou explorar como essas diferentes experiências e memórias formam a noção das pessoas sobre a história, e também levam à criação de obras de arte. A obra é composta por uma série de simbologias que buscam fazer analogias entre a peça, o público e os atores com a própria noção de história, da forma como se constroem as narrativas e os conhecimentos sobre o passado.

### Posturas em relação ao judaísmo, cristianismo e fascismo
Woolf foi chamada por alguns de antissemita, apesar de ter tido um casamento feliz com um judeu. Este antissemitismo vem do fato de ela, muitas vezes, escrever sobre personagens judeus sob arquétipos e generalizações estereotipados, o que inclui descrever alguns de seus personagens judeus como fisicamente repulsivos e sujos. O esmagador e crescente antissemitismo dos anos de 1920 e 1930 possivelmente influenciaram Virginia Woolf. Ela escreveu em seu diário: “Não gosto da voz judaica; não gosto da risada judaica”. Em uma carta de 1930 à compositora Ethel Smyth, citada na biografia Virginia Woolf de Nigel Nicolson, ela relembra que o seu ódio pelo judaísmo de Leonard confirmou as suas tendências esnobes, “Como eu odiei casar com um judeu — Quão esnobe fui eu, já que são eles quem têm a grande vitalidade”.[carece de fontes?]
Em outra carta a Smyth, Woolf faz uma mordaz crítica ao cristianismo, citando-o como um “egoísmo hipócrita” e declarando que “meu judeu tem mais religião em uma unha do pé — mais amor humano, em um cabelo”.
Woolf e seu marido Leonard odiaram e temeram o fascismo dos anos de 1930 com o seu antissemitismo mesmo antes de saber que estavam na lista negra de Hitler. O seu livro Três Guinéus, de 1938, era uma denúncia ao fascismo.

## Legado
Apesar de ao menos uma biografia de Virginia Woolf ter aparecido ainda em sua vida, o primeiro estudo criterioso de sua vida foi publicado em 1972 pelo seu sobrinho Quentin Bell.
A biografia Virginia Woolf, de Hermione Lee, de 1966, fornece um exame detalhado e criterioso da vida e do trabalho de Woolf.
Em 2001 Louise DeSalvo e Mitchell A. Leaska editaram The Letters of Vita Sackville-West and Virginia Woolf. O livro Virginia Woolf: An Inner Life, publicado em 2005 por Julia Briggs, é o exame mais recente da vida de Woolf, focando na sua escrita e incluindo seus romances e comentários sobre o processo criativo e os reflexos na sua vida. O livro My Madness Saved Me: The Madness and Marriage of Virginia Woolf, de Thomas Szasz, foi publicado em 2006.

### Feminismo

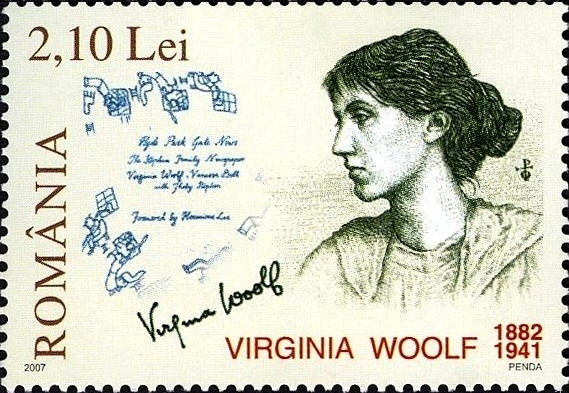
Selo da Romênia de 2007 em homenagem a Virginia.

Recentemente, estudos sobre Virginia Woolf focam nos temas feministas e lésbicos do seu trabalho, como na coleção de ensaios críticos de 1997 Virginia Woolf: Lesbian Readings, editada por Eileen Barrett e Patricia Cramer.
Os livros de ensaios mais famosos de Woolf, Um Teto Todo Seu (1929) e Três Guinéus (1938), examinam a dificuldade que escritoras e intelectuais mulheres enfrentam graças ao fato dos homens deterem desproporcionalmente o poder legal e econômico, assim como o futuro das mulheres na educação e sociedade. Em O Segundo Sexo (1949), Simone de Beauvoir a coloca, entre todas as mulheres que já viveram, entre as três únicas escritoras — Emily Brontë, Woolf e “às vezes” Katherine Mansfield — que já exploraram “o dado”.

### Psiquiatria
Muitas discussões foram travadas em torno dos problemas psiquiátricos de Woolf, descrito como “doença maníaco-depressiva” no livro The Flight of the Mind: Virginia Woolf’s Art and Manic-Depressive Illness, de Thomas Caramagno, de 1992, em que ele também alerta contra o “gênio neurótico” com que se vê problemas psiquiátricos, onde as pessoas acreditam que a criatividade de alguma forma nasce desses problemas (o termo “maníaco-depressivo” foi abandonado por “transtorno bipolar” devido à infundada associação daquele a atos violentos). Em dois livros de Stephen Trombley, Woolf é descrita como tendo uma relação conflituosa com os seus médicos, e possivelmente sendo uma mulher que foi uma “vítima da medicina masculina”, referindo-se à ignorância de então sobre doenças psiquiátricas.
O livro Who’s Afraid of Leonard Woolf: A Case for the Sanity of Virginia Woolf, de Irene Coates, argumenta que o tratamento que Leonard Woolf deu para sua esposa piorou a sua saúde debilitada e acabou por ser o responsável pela sua morte. Apesar de se sustentar em muitas pesquisas e fontes, este ponto de vista não é apoiado pela família de Leonard. O livro Leonard Woolf: A Biography, de Victoria Glendinning, sustenta, na contramão, que Leonard Woolf foi não só um suporte para sua esposa como também permitiu que ela vivesse tão longe quanto viveu fornecendo-lhe a vida e atmosfera que ela requeria para viver e escrever. Os próprios diários de Virginia apoiam essa visão sobre o casamento dos Woolf.
Causando muita controvérsia, Louise A. DeSalvo interpreta, no seu livro de 1989 Virginia Woolf: The Impact of Childhood Sexual Abuse on her Life and Work, a maior parte da vida e da carreira de Woolf sob as lentes do abuso sexual incestuoso que Woolf sofreu quando jovem.
A ficção de Woolf também é estudada pela sua sensibilidade em assuntos como neurose de guerra, guerra, classes e a sociedade britânica moderna.

## Lista de obras

### Romances
- The Voyage Out (1915)
- Night and Day (1919)
- O Quarto de Jacob (1922)
- Mrs. Dalloway (1925)
- To the Lighthouse(1927)
- Orlando: A Biography (1928)
- As Ondas (1931)
- Os Anos (1937)
- Entre os Atos (1941)

### Coleções de contos
- Kew Gardens (1919)
- Monday or Tuesday (1921)
- A Haunted House and Other Short Stories (1944)
- Mrs. Dalloway's Party (1973)
- The Complete Shorter Fiction (1985)
- A Casa de Carlyle e Outros Esboços (2003)
- A Viúva e o Papagaio

### Biografias
- Flush: Uma Biografia (1933)
- Roger Fry: A Biography (1940)

### Ensaios
- Modern Fiction (1919)
- O Leitor Comum (1925)
- A Room of One's Own (1929)
- On Being Ill (1930)
- The London Scene (1931)
- The Common Reader: Second Series (1932)
- Três Guinéus (1938)
- The Death of the Moth and Other Essays (1942)
- The Moment and Other Essays (1947)
- The Captain's Death Bed and Other Essays (1950)
- Granite and Rainbow (1958)
- Books and Portraits (1978)
- Women and Writing (1979)
- Collected Essays

### Teatro
- Freshwater: A Comedy (performado em 1923, revisado em 1935 e publicado em 1976)

### Traduções
- Stavrogin's Confession & the Plan of 'The Life of a Great Sinner', dos rascunhos de Fiódor Dostoiévski, traduzido em parceria com S. S. Koteliansky (1922)

### Diários
- A Writer's Diary (1953 - trechos do diário integral)
- Momentos de Vida (1976)
- A Moment's Liberty: the shorter diary (1990)
- Os Diários de Virginia Woolf (em cinco volumes, com diários de 1915 a 1941)
- Passionate Apprentice: The Early Journals, 1897-1909 (2016)
- Travels With Virginia Woolf (1933, diário grego de Virginia Woolf, editado por Jan Morris)
- The Platform of Time: Memoirs of Family and Friends, Expanded Edition (2008, editado por S. P. Rosenbaum)

### Cartas
- Congenial Spirits: The Selected Letters (1993)
- The Letters of Virginia Woolf, 1888-1941 (1993)
- Paper Darts: The Illustrated Letters of Virginia Woolf (1991)
- Victoria Ocampo & Virginia Woolf - Correspondência (organização e apresentação por Manuela Barral, tradução publicada em 2024)[28]

### Prefácios
- Selections Autobiographical and Imaginative from the Works of George Gissing (1929, editado por Alfred C. Gissing, com uma introdução de Virginia Woolf)
- Orgulho e Preconceito de Jane Austen (prefácio de Virginia Woolf, 1923)